# Isle of Noss
Die schottische Isle of Noss (in älteren Publikationen auch Ness) gehört zu den Shetlandinseln, sie liegt östlich der größeren Insel Bressay und ist unbewohnt. Der Name geht auf den norwegischen Ausdruck für Nase zurück.

## Geographie und Geologie

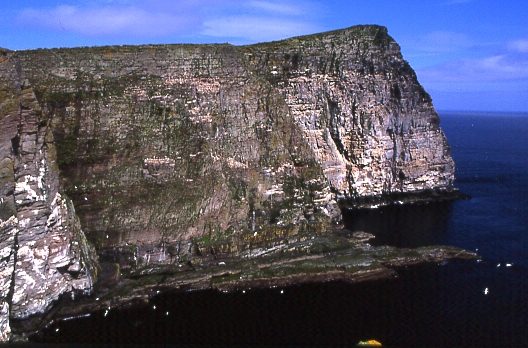
Noss Head und Noup of Noss

Die Isle of Noss lässt sich geographisch wie geologisch in zwei Teile gliedern. Der größere, östliche hat etwa die Form eines Dreiecks mit einer Erstreckung von gut zwei Kilometern in nord-südlicher und anderthalb Kilometern in ost-westlicher Richtung. Den geologischen Untergrund bilden im Wesentlichen Gesteine der im mittleren und späten Devon entstandenen Bressay-Flagstone-Formation: unter fluvialen Bedingungen abgelagerte, mit einzelnen, dunkel gefärbten Zwischenlagen aus Schluffstein durchsetzte Sandsteinschichten, die den Old-Red-Sandsteinen zuzurechnen sind. Die Oberfläche besteht aus Heidelandschaft, die Küste ist felsig. Nach Osten hin steigt das Terrain zum 181 Meter hohen Noss Head an. Er liegt unmittelbar an der Ostküste und bricht zum Meer steil ab. Dieses Kliff wird Noup of Noss genannt.

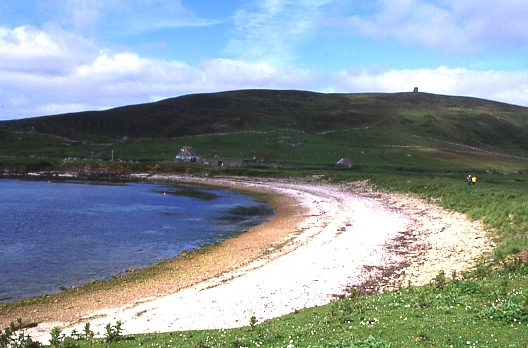
Strand am Nestie Voe

Im Nordwesten, vom Hauptteil durch eine niedrige Senke und die Bucht Voe of the Mels abgegrenzt, schließt sich eine Halbinsel an. Sie ist durch weitere Buchten namens Nestie Voe, Booths Voe und Papil Geo stark gegliedert. Höchster Punkt hier ist der rund dreißig Meter hohe Hill of Papilgeo. Mit Ausnahme des Nordens ist die Küste flach, in den Buchten finden sich Sandstrände. Nach Westen wird die Halbinsel durch den Noss Sound begrenzt, eine rund 180 m breite Meerenge, die die Isle of Noss von der Insel Bressay trennt. Hier lag auch die einzige Ortschaft von Noss, Gungstie, heute eine Wüstung. Die Halbinsel liegt im Bereich der östlichen von zwei geologischen Störungszonen, die die Ostküste der Shetlands in dieser Gegend begleiten. Hier finden sich Brekzien aus dem umgebenden Sedimentgestein, an der Nordwestküste ist aegirinhaltiger Trachyt anzutreffen.

## Tier- und Pflanzenwelt
An den Steilküsten der Insel brüten zahlreiche Arten von Seevögeln, andere Vogelarten im Inneren der Insel. Die Isle of Noss ist seit 1955 als National Nature Reserve, seit 1983 als Site of Special Scientific Interest sowie seit 1996 als Schutzgebiet nach der Vogelschutzrichtlinie der Europäischen Union ausgewiesen. Bedeutsam für die Einstufung sind Populationen von Eissturmvögeln (Fulmarus glacialis), Basstölpeln (Morus bassanus), Trottellummen (Uria aalge), Große Raubmöwen (Stercorarius skua), Schmarotzerraubmöwen (Stercorarius parasiticus), Papageitauchern (Fratercula arctica) und Dreizehenmöwen (Rissa tridactyla), wobei die drei letzteren im Abnehmen begriffen sind.
Der größte Teil der Insel wird durch Heidekrautgewächse geprägt, verbreitet anzutreffen sind auch Vielblütige Hainsimse, Schwarze Krähenbeere und Schmalblättriges Wollgras sowie gelegentlich Läusekräuter, Geflecktes Knabenkraut und Gewöhnliche Kreuzblume. Außerhalb der Reichweite der Schafe und gedüngt durch Vogelexkremente finden sich im Bereich der Klippen Rosenwurz, Klippen-Leimkraut und Rote Lichtnelke.

## Geschichte
Die ältesten Spuren menschlicher Aktivitäten auf der Insel sind die Überreste eines Burnt Mound aus der Bronzezeit. Die Besiedlungsgeschichte ist weitgehend unerforscht, doch lassen archäologische Funde im Bereich des Friedhofs von Gungstie vermuten, dass dieser bereits im frühen Mittelalter durch Pikten und nachfolgend durch Wikinger benutzt wurde. 1633 errichteten die Bewohner eine kleine Luftseilbahn zur südöstlich vorgelagerten Insel Holm of Noss. Dies führte nachfolgend zu einer Steigerung des Bekanntheitsgrades der Insel und veranlasste unter anderem den Schriftsteller Walter Scott 1814 zu einem Besuch. Die Bevölkerungszahl, die 1841 bei 24, 1861 bei 14 und 1871 bei 24 gelegen hatte, fiel bis 1881 auf 3.
1870 pachtete George Vane-Tempest, der 5. Marquess of Londonderry die gesamte Insel, um dort Grubenpferde zum Einsatz in seinen Kohleminen im County Durham zu züchten. Die durch ihn errichtete Gungstie Farm war das erste Gestüt zur gezielten Zucht von Shetlandponys. Die Unternehmung wurde 1900 wieder aufgeben.
1939 hatte die Isle of Noss rund 25 Bewohner, heute ist sie, mit Ausnahme von zwei Vogelschutzwarten im Sommer, unbewohnt. Auf lokaler Ebene bildete die Insel stets eine Einheit mit Bressay: zunächst als, seit 1929 nur noch für statistische Zwecke verwendetes, Civil Parish, heute als Community Council Area.
Die Isle of Noss kann zwischen Mai und August von Touristen besucht werden. Im Jahr 2019 wurden 2239 Besucher gezählt. In den Folgejahren gab es starke Einschränkungen wegen COVID-19 und dem Auftreten der Vogelgrippe im Jahr 2022. 2021 wurden 851 und 2022 zwischen Mai und Juni 936 Besucher gezählt. Bei der in Karten ausgewiesenen Fährverbindung handelt es sich um das Schlauchboot der beiden Vogelschutzwarte.
Landwirtschaftlich wird die Insel durch die Haltung von Schafherden genutzt.